# Rittershoffen
Rittershoffen je občina v departmaju Bas-Rhin francoske regije Alzacija.
Leta 1990 je v občini živelo 825 oseb oz. 68 oseb/km².